# Heterochelus aurantiacus
Heterochelus aurantiacus är en skalbaggsart som beskrevs av Gustaf Johan Billberg 1820. Heterochelus aurantiacus ingår i släktet Heterochelus och familjen Melolonthidae. Inga underarter finns listade i Catalogue of Life.